# Veprecula morra
Veprecula morra là một loài ốc biển, là động vật thân mềm chân bụng sống ở biển trong họ Conidae.